# Siphonodon
Siphonodon es un género de plantas con flores con siete especies pertenecientes a la familia Celastraceae.

## Taxonomía
El género fue descrito por  William Griffith y publicado en Calcutta Journal of Natural History and Miscellany of the Arts and Sciences in India 4: 246. 1844. La especie tipo es: Siphonodon celastrineus

## Especies seleccionadas
- Siphonodon annamensis
- Siphonodon australis
- Siphonodon celastrineus